# Gábor Winand
Gábor Winand (* 28. Juni 1964 in Budapest; † 15. Juni 2021) war ein ungarischer Jazzmusiker (Gesang, Klavier, Saxophon, Flöte), der zunächst als Jazzsänger Karriere machte.

## Leben und Wirken
Winand erhielt klassischen Musikunterricht auf der Klarinette ab dem achten Lebensjahr. Später kamen Saxophon und Flöte hinzu. Dann wollte er Opernsänger werden. Mit 18 Jahren kam er durch Aufnahmen von Ella Fitzgerald und Louis Armstrong zum Jazz. 1983 nahm ihn die Franz-Liszt-Musikakademie in seiner Geburtsstadt auf, wo er Jazzgesang studierte.
Winand sang in dem Animationsfilm Cat City (1986). Nach dem Abschluss des Studiums holte ihn Gyula Babos in seine Band. Dann gehörte zu der Gruppe Captive Dreamer, mit der er 1989 ein gleichnamiges Album vorlegte. Nachdem er 1990 Gábor Gadó kennengelernt hatte, begann er mit dessen Band Joy zu arbeiten, mit der er bei vielen Festivals erfolgreich auftrat. Dann arbeitete er als Gast mit dem Trio Stendal (Kornél Horváth, Ferenc Snétberger und László Dés) zusammen und veröffentlichte 1992 das resultierende Album Something Happened. Mit der von George Vukán geleiteten Gruppe Quartet, zu der Elemér Balázs und Viktor Hárs gehörten, entstand 1997 Twenty Love Poems & a Song of Despair zu Gedichten von Pablo Neruda. Seit 2002 legte er Alben unter eigenem Namen vor. Sein erstes Soloalbum Corners of My Mind gewann 2002 den Choc de l'année des französischen Fachmagazins Jazzman. Weiterhin war er auf Alben von Kati Bontovics, Gábor Gadó, Kornél Horváth, Erogén Zóna, Sterbinszky, Eszter Horgas/György Vukán & ClassJazzBand, Elemér Balázs/Charlie Mariano, Gergő Borlai, Tam de Villiers und Gyula Babos (Makrokozmosz, 2016) zu hören.

## Diskographische Hinweise
- Corners of My Mind (Budapest Music Center 2002)
- Agent Spirituel (Budapest Music Center 2003)
- Different Garden (Budapest Music Center 2004, mit Kristóf Bacsó, Gábor Gadó, József Barcza Horváth)
- Gábor Winand with the Gábor Gadó Quartet Opera Budapest (Budapest Music Center 2005)
- Gábor Winand – Ramón Valle – Eric Vloeimans Fabulas (Budapest Music Center 2009)
- Elsa Valle, Winand Gábor Ad Libitum (2018)
- About Me (2019)